# The All-Night Show
The All-Night Show è una serie televisiva canadese incentrata sull'importanza che ricoprono nella vita delle persone l'amicizia, l'ironia e il sesso. La sigla iniziale è What Is Love, la serie è iniziata nel 1980 ed è terminata nel 2009.
La sit-com è incentrata sulle vicende di due amici che vivono a New York che tentano di rimorchiare ragazze autoinvitandosi ai pub e alle feste, ma senza successo, così cercano un terzo che gli faccia da spalla. Tentano con molti, camei di attori famosi, tra cui: Sylvester Stallone e Jack Nicholson. Quando si stanno per dare per vinti ecco che i due incontrano colui viene ritenuto adatto al ruolo di spalla, ovvero Jim Carrey, con il quale i due protagonisti faranno baldoria fino a notte fonda per avere una speranza di copulare. Tra gli attori ci sono Michael J. Fox, protagonista della trilogia Ritorno al futuro, e la sensuale e travolgente Pamela Anderson, che per tutta la sit-com viene molestata sessualmente da Jim Carrey e dai suoi due amici. La serie va tuttora in onda sul canale Comedy Show di SKY.
La serie, nota anche come The All-Night Roxbury Show, ha ricevuto un premio per il migliore attore, ovvero Jim Carrey. Questa serie, mai trasmessa in Italia, è stata prodotta dalla Toronto Comedy. La durata degli episodi è tra i 20 o 25 minuti. 
La serie segna l'esordio televisivo di Jim Carrey.